# Rock Island (Illinois)
Rock Island è un comune (city) degli Stati Uniti d'America, capoluogo della Contea di Rock Island dell'Illinois, sul fiume Mississippi. Fu fondata nel 1835.
Nel 2000 aveva 39 684 abitanti.
Prende il nome da un'isola sul fiume Mississippi, la più grande lungo il suo corso, precedentemente chiamata Rock Island, che ora si chiama "Arsenal Island".